# 利姆诺斯岛
利姆诺斯岛（希臘語：Λήμνος）是位于爱琴海北部的希腊岛屿，面积477平方公里，是希臘第八大島。岛上人口18,104人（2001年）。行政上该岛和周边小岛组成为北爱琴大区利姆诺斯专区的利姆诺斯市镇。
利姆诺斯岛仍有保持著畜牧業的傳統，島上的主要農作物是小麥、大麥和芝麻。利姆诺斯岛有典型的地中海氣候。冬季溫和，但是偶爾會下雪。島上常颳強風，尤其是八月和冬季的時候。夏天利姆诺斯岛的溫度通常比雅典低攝氏2-5度。

## 歷史
羅馬帝國於395年分裂後，利姆諾斯島成為了拜占庭帝國的一部分，卻亦因此成為了撒拉森人侵襲的目標。
隨著1204年第四次十字軍東征令拜占庭崩解分裂，利姆諾斯被分配至新建立的拉丁帝國。
拜占庭帝國於1278年才收復利姆諾斯島。
在拜占庭滅亡前的最後二個世紀，利姆諾斯島扮演了重要的角色：隨著帝國失去了小亞細亞的領地，她成為了君士坦丁堡重要的糧食來源。
1453年君士坦丁堡的陷落標誌著拜占庭統治的結束。利姆諾斯島隨後陷入了鄂圖曼帝國和威尼斯人反覆的爭奪之中。
1912年巴爾幹戰爭爆發，希臘從鄂圖曼帝國奪得利姆诺斯岛的統治權。此後利姆诺斯岛歸屬希臘。

## 流行文化
軍事模擬遊戲武裝行動3主線劇情的島嶼阿爾提斯島就是參照利姆諾斯島而設計的。為了使遊戲中的阿爾提斯島更逼真和貼近現實，兩名遊戲開發人員Ivan Buchta和Martin Pezlar在島上拍攝期間，因涉嫌在希臘軍事設施中拍照進行資料收集而被希臘政府逮捕，並被指控間諜罪。他們從2012年9月份起被關進監獄，並且不能假釋不能上訴，也就是說他們將會面臨希臘法庭的審判。如果罪名成立，這兩位開發人員將面臨長達20年的監禁。在被希臘政府扣留四個月後，於2013年1月中兩人被保釋出獄，兩人可以回到捷克。據開發商波希米亞互動工作室的官網透漏，保釋金額每個人達5000歐元。